# نیروی تدافعی سلطنتی باهاما
نیروی تدافعی سلطنتی باهاما در حدود ۱٫۶۰۰ مرد و زن را در اختیار دارد که در سه اسکادران سازماندهی شده‌اند: اسکادران کماندو، اسکادران گشت زنی و بخش هوایی. اسکادران گشت زنی این کشور از ۱۱ کشتی تشکیل شده که در آب‌های متعلق به این کشور گشت زنی می‌کنند و دسته هوایی نیز در حال حاضر تنها از سه هواپیما تشکیل شده‌است.
در سال ۲۰۱۴ بودجه نظامی این کشور که قبلاً تنها ۴۹ میلیون دلار بود به یکباره به ۲۳۲ میلیون دلار افزایش یافت که این افزایش بودجه به منظور پیاده‌سازی برنامه ای به نام «پروژه کف دریای شنی» انجام گرفت. این بودجه اضافی در زمینه نوسازی کشتی‌ها و هواپیماها و آماده‌سازی آن‌ها برای مراقبت از منابع دریایی و کاهش قاچاق کالا، قاچاق مواد مخدر و قاچاق انسان در این منطقه هزینه شد.
| اطلاعات نیروی تدافعی سلطنتی باهاما              |
| ----------------------------------------------- |
| پرسنل:۱٬۶۰۰نفر                                  |
| بودجه:۲۳۲میلیون دلار(۱٫۸٪از تولید ناخالص داخلی) |
| تجهیزات:۱۱کشتی گشت زنی                          |